# Vayxır (Babək)
Vayxır è un comune dell'Azerbaigian situato nel distretto di Babək.